# Papua Środkowa
Papua Środkowa (indonez. Papua Tengah) – prowincja w Indonezji na wyspie Nowa Gwinea powstała 25 lipca 2022 w wyniku wydzielenia z dotychczasowej prowincji Papua. W prowincji położona jest zachodnia część Gór Śnieżnych z najwyższym szczytem Indonezji, a także Oceanii Puncak Jaya (4884 m n.p.m.).

## Podział administracyjny
Papua Środkowa dzieli się na 8 dystryktów:
- Nabire
- Deiyai
- Dogiyai
- Intan Jaya
- Mimika
- Paniai
- Puncak
- Puncak Jaya